# Flyleaf (EP)
Flyleaf é o quarto EP da banda Flyleaf.

## Faixas

### Lançamento de 2004
| N.º | Título          | Duração |  |
| 1.  | "Red Sam"       | 3:19    |  |
| 2.  | "Breathe Today" | 2:53    |  |
| 3.  | "I'm Sorry"     | 2:45    |  |
| 4.  | "Cassie"        | 2:57    |  |

### Lançamento de 2005
| N.º | Título                 | Duração |  |
| 1.  | "I'm So Sick (Demo)"   | 3:46    |  |
| 2.  | "Fully Alive (Demo)"   | 2:48    |  |
| 3.  | "Breathe Today (Demo)" | 2:53    |  |
| 4.  | "I'm Sorry (Demo)"     | 2:45    |  |
| 5.  | "Cassie (Demo)"        | 2:57    |  |
| 6.  | "Red Sam (Demo)"       | 3:19    |  |